# Roland Schoeman
Roland Mark Schoeman (n. 3 de julio de 1980) es un nadador sudafricano miembro de la selección de natación de su país, al cual ha representado en múltiples oportunidades, como en los Juegos Olímpicos de Atenas 2004 y en distintos Mundiales de Natación.
En tanto, hasta el Mundial de Piscina Corta en el año 2008 (9th FINA Swimming World Championships 25 m), poseía otros dos récords: 
50 metros libre (20,98 s.) y 100 metros libre (récord que compartía con el estadounidense Ian Crocker con 46,25 segundos).

## Carrera
Nacido en Pretoria, comenzó haciendo a practicar la natación seriamente a la edad de 16 años. Después de algunos meses de entrenamiento competitivo, comenzó una carrera que ha visto ganar una medalla de oro, dos de plata y una de bronce en sus primeros Juegos de la Mancomunidad, donde de paso estableció nuevos récords sudafricanos en las pruebas de 100 metros libre (48,69 s.), 50 m libre (22,04s.), 100 m mariposa (52,73 s.) y 50 m mariposa (23,65 s.). 
Además ha conseguido otros importantes logros, como alcanzar el bronce en los 50 m libre, la plata en los 100 m libre y el oro en el relevo 4 x 100 m libre (junto a Ryk Neethling, Lyndon Ferns y Darian Townsend) en Atenas 2004.
En 2005, Schoeman rechazó una oferta de 5,9 millones de dólares para nadar representando a Catar. Dijo que no lo haría por tener un orgullo nacional muy grande. Aparte, este mismo año, en el Mundial de Montreal en Canadá, Schoeman batió el récord mundial en los 50 m mariposa marcando 22,96 segundos, y siendo el primer nadador en bajar los 23 segundos en esta prueba.
En 2006, Schoeman marcó 20,98 segundos en la prueba de 50 m libre en piscina corta, marcando un nuevo récord del mundo (bajando en 0,12 centésimas el anterior récord) y siendo el primer nadador en nadar esa prueba por debajo de los 21 segundos.
En 2008, Volvió a quebrar su propio récord mundial en 50 metros libre en piscina corta, marcando un tiempo de 20.64, bajando en 34 centésimas el tiempo anterior.
En 2009 Rebajó su tiempo de 50 metros libre en piscina corta, haciendo 20.30, quedándose muy cerca de bajar los 20 segundos.
- Datos: Q380357